# Echinops aberdaricus
Echinops aberdaricus — вид растения из рода Мордовник (Echinops) семейства Астровые (Asteraceae). 

Ботаническое описание

Многолетнее травянистое растение, прямостоячее, высотой 0,6–1,2 м, с острыми колючками; стебли густо облиственные, зеленоватые или соломенного цвета, бело-паутинистые, но быстро оголяющиеся. Листья колючие, от глубоко перисто-рассеченных до двуперстно-рассеченных или двуперстно-раздельных, проксимальные обратнояйцевидные, дистальные яйцевидные, 3-30 см длиной, 1-20 см шириной, с 3-10 парами долей, сегменты от линейных до ланцетных и с 3-5 парами боковых долей, основание полуамплексическое, края с разбросанными шипиками, доли и дольки с сильно остистыми кончиками, сверху зеленые или желто-зеленые, снизу коротко железистые, бело- или серо-зубчатые, за исключением средней жилки и главных жилок. Головки 21–26 мм длиной, в верхушечных шаровидных соцветиях 5–7 см в диаметре, с несколькими сильно загнутыми волосками и прицветниками у основания; листочки околоцветника ланцетные, 9–23 мм длиной, рассеянно-железистые, заострённые и опушённые. Венчик белый, трубка 4,5–7 мм длиной, железистая, доли 6–8,5 мм длиной, пыльники пурпурные. Семена обратноконические-цилиндрические, длиной ± 8 мм, густо восходящие-волосистые; хохолок из чешуек длиной 0,5–1,5 мм.

Распространение

Встречается в Кении и Танзании, на высоте 2400–3450 м.